# Temnothorax auresianus
Temnothorax auresianus is een mierensoort uit de onderfamilie van de Myrmicinae. De wetenschappelijke naam van de soort is voor het eerst geldig gepubliceerd in 1929 door Santschi.